# Druidensteig

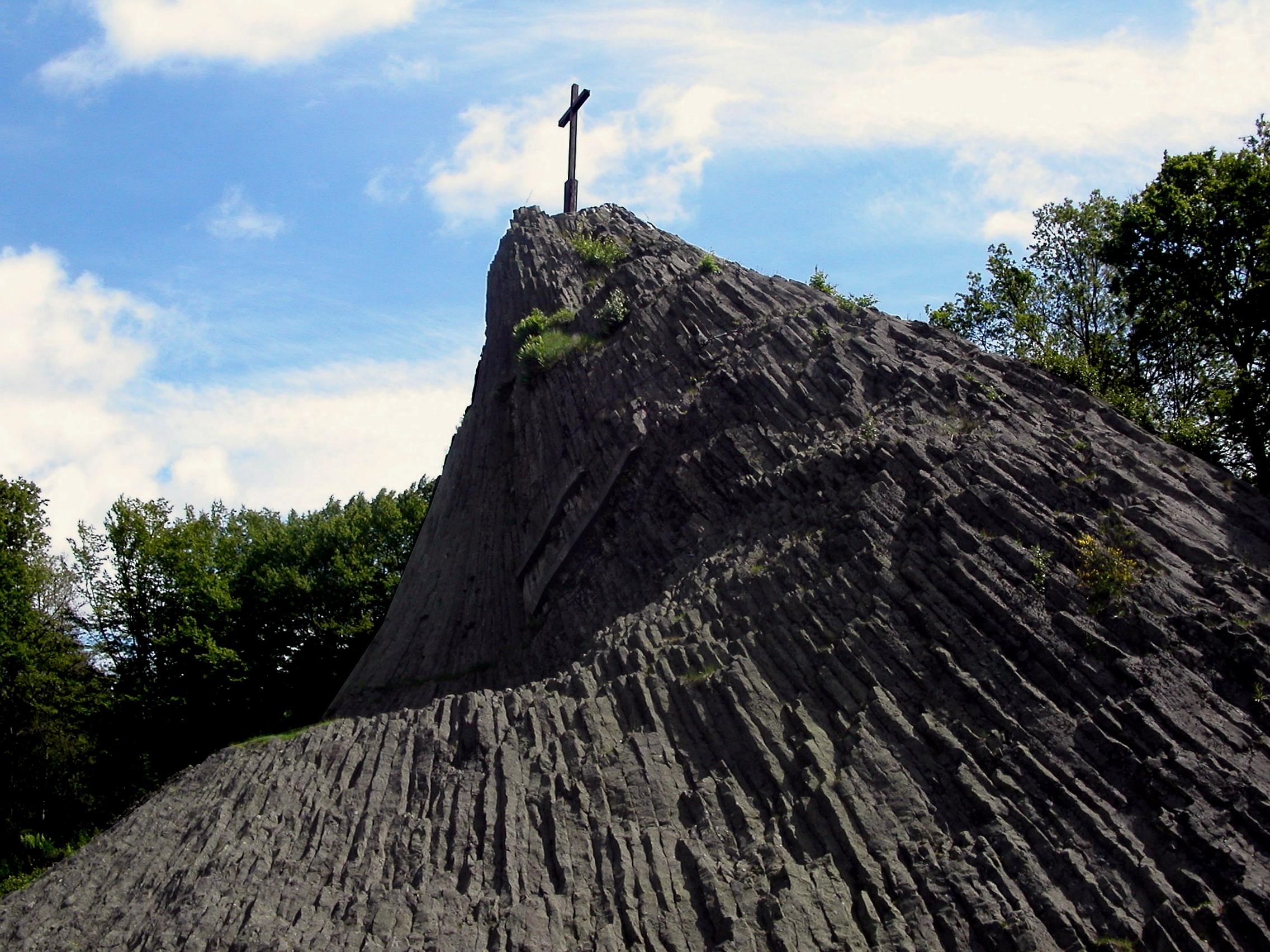
Der Druidenstein auf der 1. Etappe des Druidensteigs

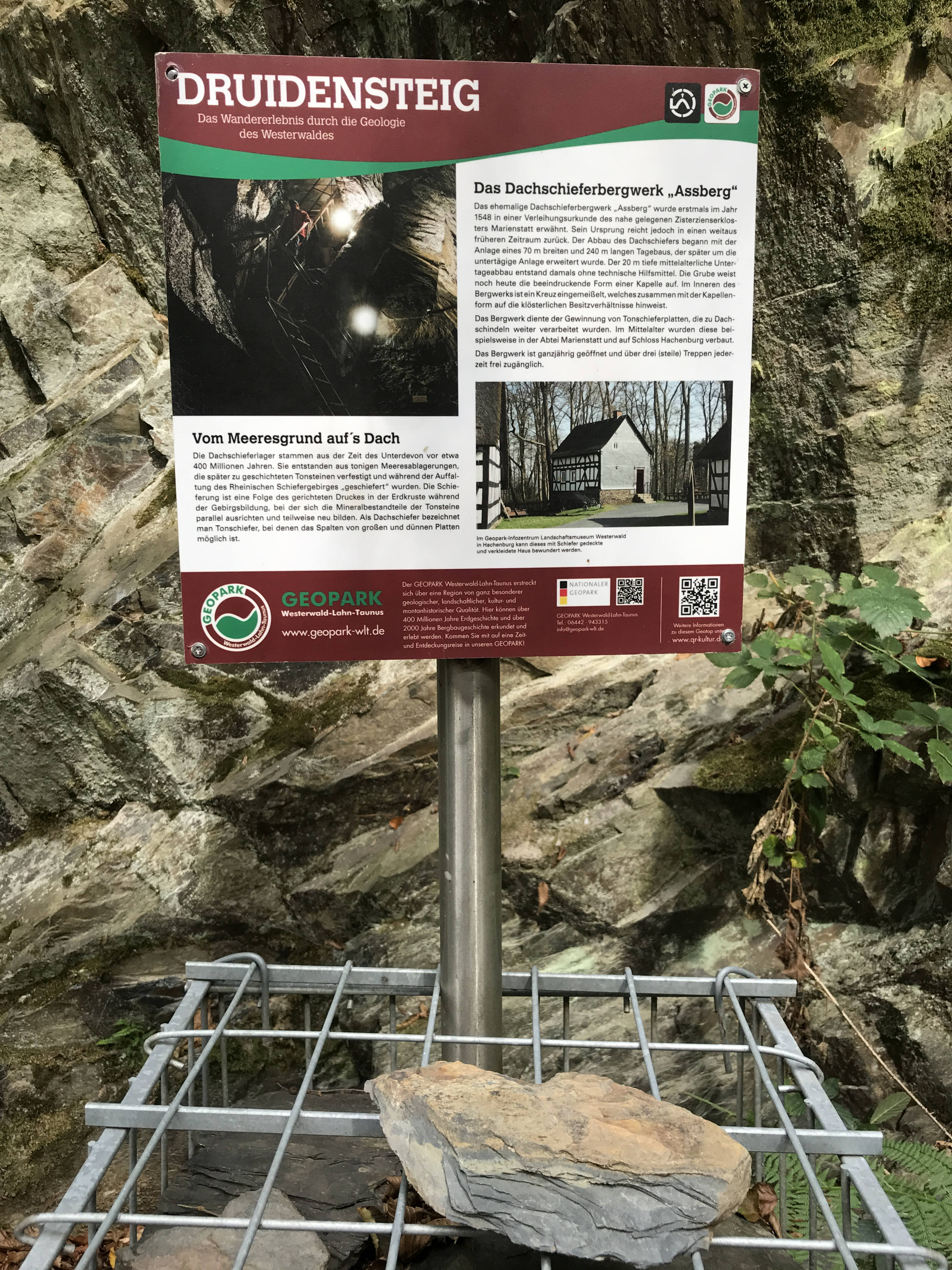
Eine typische Infotafel am Geowanderweg

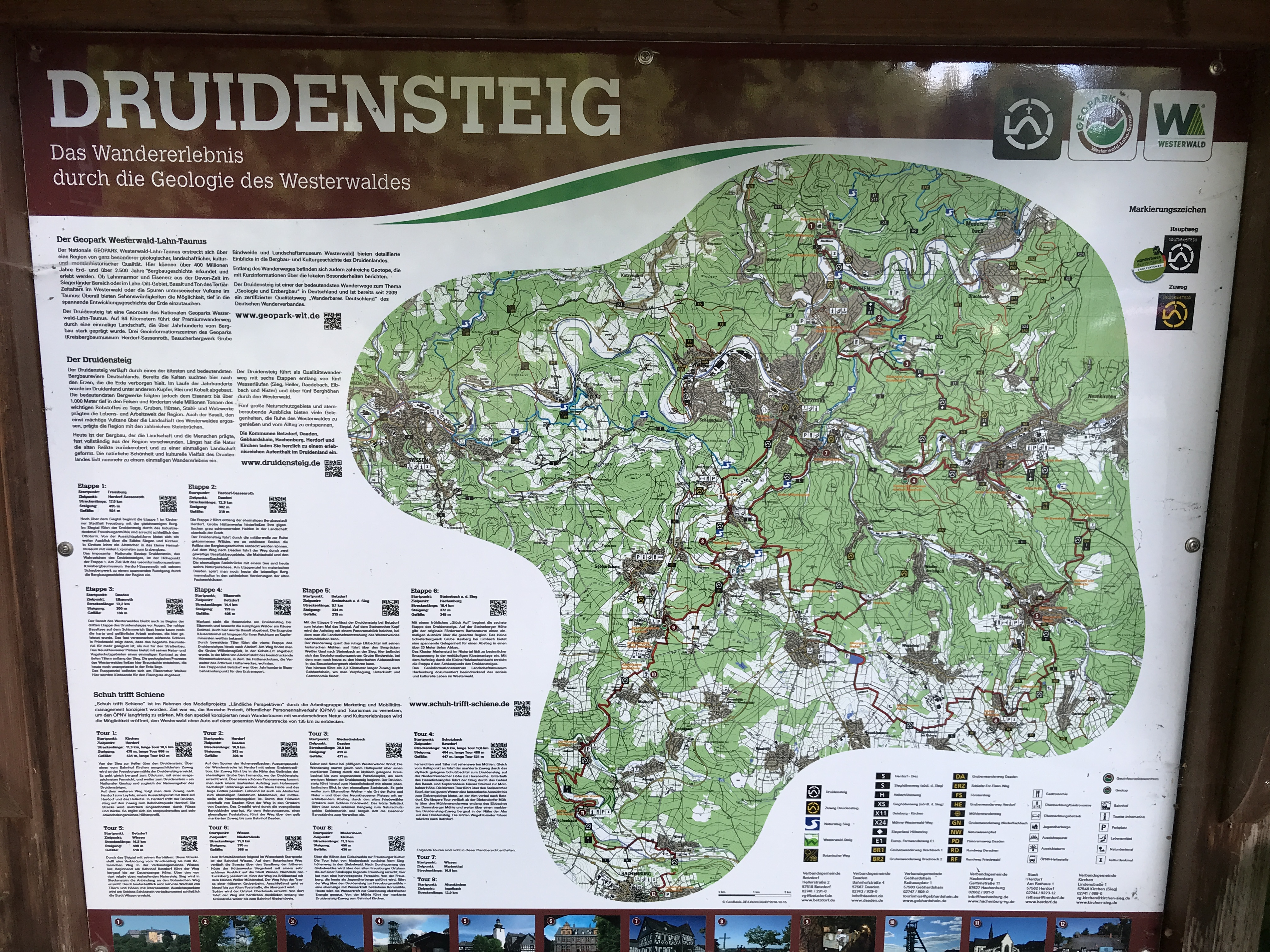
Infotafel

Der Druidensteig ist ein Prädikatswanderweg über 83 km von Freusburg nach Kloster Marienstatt bis Hachenburg. Er besteht aus sechs Etappen und verbindet das südliche Siegerland mit dem nördlichen Westerwald. Er liegt zwischen den Flüssen Sieg und Nister.
Seit 2015 ist der Druidensteig Teil des Geopark Westerwald-Lahn-Taunus.

## Wegzeichen
Das Wegzeichen enthält eine liegende 5 auf schwarzem Grund (Stilisierung eines Turmes (Ottoturm) und eines Berges mit Kreuz (Druidenstein)). Zusammen mit einem Teil der 5 ergänzen fünf Kreisringsektoren (symbolisieren die umliegenden Gemeinden des Druidenlandes) die Umrandung.
Weitere Referenzen zu der magischen Zahl 5 des Druidensteigs: fünf Gemeinden, fünf Wasserläufe, fünf Berghöhen um die 500 m, fünf bedeutende Kulturdenkmäler und fünf Naturschutzgebiete.
Das Wegzeichen gibt es in der Farbe weiß und in der Farbe gelb. Die Farbe weiß kennzeichnet den Wanderweg, während das gelbe Wegzeichen einen der vielen Zuwege kennzeichnet – etwa von einem Bahnhof.

## Etappen
Die erste Generation (2010) des Duidenstein-Weges bestand aus vier Etappen mit 75 km Gesamtlänge:
- Etappe 1: Freusburg – Herdorf (17,7 km)
- Etappe 2: Herdorf – Friedewald (14,8 km)
- Etappe 3: Friedewald – Alsdorf (20,9 km)
- Etappe 4: Alsdorf – Kloster Marienstatt (22,0 km)

Die zweite Generation (2015) besteht aus sechs Etappen mit einer Gesamtlänge von 83 km mit kürzerem Etappenzuschnitt und endet in Hachenburg:
- Etappe 1: Von Freusburg nach Herdorf (16,8 km).[7]
- Etappe 2: Von Herdorf nach Daaden (13,1 km).[8]
- Etappe 3: Von Daaden bis zum Elkenrother Weiher (13,2 km).[9]
- Etappe 4: Vom Elkenrother Weiher nach Betzdorf (14,4 km).[10]
- Etappe 5: Von Betzdorf nach Steinebach (9,1 km).[11]
- Etappe 6: Von Steinebach nach Hachenburg (16,7 km).[12]

## Verlauf
Der Druidenstein liegt in der ersten Etappe. In der letzten, sechsten Etappe geht es vom ehemaligen Endpunkt Kloster Marienstatt weiter über die romantische Holzbachschlucht zum neuen Endpunkt Steinkistengrab aus Oberzeuzheim, der heute im Burggarten Hachenburg liegt.

## Schuh trifft Schiene
Für An- und Abreise per Bahn gibt es passende Etappen-Varianten des Wanderweges die Druidensteig und Westerwald-Steig enthalten und unter dem Titel Schuh trifft Schiene veröffentlicht sind.